# جامعة مسينا
جامعة مسينا (بالإيطالية: Università degli Studi di Messina)‏ هي جامعة إيطالية حكومية مقرها مدينة مسينا. أسسها إغناطيوس دي لويولا وصارت نموذجًا احتذت به مئات الكليات التي أنشأها اليسوعيون فيما بعد.

## تاريخ الجامعة
تمتلك جامعة مسينا تاريخًا ثقافيًا وتعليميًا عريقًا تمتد جذوره إلى أواخر القرن الثالث عشر الميلادي، حين تأسست في مسينا مدرسة للقانون. في عام 1678 أغلقت الجامعة بسبب الاضطرابات الناجمة عن الثورة ضد الإسبان، وفي عام 1838 أعيد تأسيس الجامعة على يد الملك فرديناندو الثاني، غير أنها لم تلبث أن أغلقت عام 1847 إثر ثورة اندلعت في المدينة ضد حكم البوربون، ليعاد افتتاحها بعد عامين مع فرض قيود على التحاق الطلبة غير الصقليين بها.
في عام 1908، تسبب زلزال في تدمير جانب كبير من مباني الجامعة التي لم تكن مصممة بحيث تقاوم الهزات الأرضية، وفقدت الجامعة في ذلك الزلزال مكتبتها الشهيرة وكثيرًا من أجهزتها العلمية، وفي العام التالي أعيد افتتاح كلية الحقوق، ثم تلا ذلك إعادة افتتاح كليات العلوم والصيدلة والطب في عامي 1914 و1915.

## كليات الجامعة
تنقسم جامعة مسينا إلى 11 كلية، هي:
- كلية الإحصاء
- كلية الاقتصاد
- كلية الإنسانيات
- كلية التربية
- كلية الصيدلة
- كلية الطب البيطري
- كلية الطب والجراحة
- كلية العلوم
- كلية العلوم السياسية
- كلية القانون
- كلية الهندسة

## من مشاهير الأساتذة
- جوفاني بورلي: كان أستاذًا للرياضيات بالجامعة في النصف الأول من القرن السابع عشر.
- مارتشيلو ملبيغي: عين أستاذًا بالجامعة عام 1662.

## وصلات خارجية
- (بالإيطالية) الموقع الرسمي للجامعة